# ديوي مايهيو
ديوي مايهيو (بالإنجليزية: Dewey Mayhew)‏ هو لاعب كرة قدم أمريكية أمريكي، ولد في 21 ديسمبر 1898 في تكساس في الولايات المتحدة، وتوفي في 6 يناير 1974 في مارلين في الولايات المتحدة.